# Ibrahim Aldatov
Ibrahim Erikovyč Aldatov (in ucraino Ібрагім Ерікович Алдатов?; Beslan, 4 novembre 1983) è un lottatore ucraino, specializzato nella lotta libera.

## Biografia
È divenuto campione iridato nei 74 chilogrammi ai mondiali di Canton 2006
Ha rappresentato l'Ucraina ai Giochi olimpici estivi di Pechino 2008, terminando al 13º posto in classifica nel torneo della lotta libera 74 chilogrammi.
Nel 2012 si è qualificato ai Giochi olimpici di Londra 2012, dove ha preso parte al torneo degli 84 chilogrammi.
Ai mondiali di Budapest 2013 ha vinto la medaglia d'oro negli 84 chilogrammi, vincendo in finale con il cubano Reineris Salas.

## Palmarès
- Mondiali

Canton 2006: oro nei 74 kg.
Baku 2007: argento nei 74 kg.
Herning 2009: bronzo negli 84 kg.
Istanbul 2011: argento negli 84 kg.
Budapest 2013: oro negli 84 kg.
- Europei

Vilnius 2009: argento negli 84 kg.
Tbilisi 2013: bronzo negli 84 kg.
Riga 2016: bronzo negli 83 kg.